# Gdzie ci mężczyźni?
Gdzie ci mężczyźni? – piosenka skomponowana przez Włodzimierza Korcza do słów satyryka Jana Pietrzaka z repertuaru polskiej piosenkarki Danuty Rinn. Nagrana została w 1974.
Początkowo utwór napisany był przez Jana Pietrzaka dla Ireny Jarockiej, następnie zaoferowano go Kabaretowi pod Egidą, jednak nie przyjął się tam na stałe. Pierwszą wykonawczynią piosenki była Anna Nehrebecka.
Piosenka stała się przebojem dopiero w wykonaniu Danuty Rinn.